# クリック報酬型広告
クリック報酬型広告（クリックほうしゅうがたこうこく、英語: pay per click, PPC）とは、特にインターネットのWWW上における広告形態をさし、ある広告媒体のウェブサイトに設置された広告をウェブサイトの閲覧者がクリックすることによって広告主が報酬を与えたり、広告掲載側が報酬を得たりする一連の形態をさす用語。

## 概要
クリック報酬型広告はクリックした時点で報酬が発生する。広告の内容に興味を持った人を誘導できるという利点があり、検索連動型広告とコンテンツ連動型広告のほとんどがクリック報酬型広告である。

## 種類
現在のクリック報酬型広告は、多様である。詳細はインターネット広告、コンテンツ連動型広告、追跡型広告、検索連動型広告などを参照のこと。

## 問題点

### 著作権侵害に関する問題点
日本音楽著作権協会（JASRAC）の主張によると違法なダウンロードサイトの運営者は、違法な配信でアクセス数を稼ぎ、アフィリエイト広告で収入を得ているケースが多いとしている。そのため、2012年12月3日には、日本音楽著作権協会（JASRAC）と日本アフィリエイト協議会は、アフィリエイト広告サービス提供事業者（ASP事業者）と連携して、アフィリエイト広告収入を目的とする違法音楽配信サイトに対して広告の掲載停止と広告料の支払停止を行う方針を発表した。しかし、日本アフィリエイト協議会は、参加条件として公序良俗に反するサイトの運営を禁止しており、著作権を侵害しているサイトも公序良俗に反するサイトとしていることから、2013年末現在のところまで上記を理由にした支払い凍結の事例は日本国内では一件もない。
しかし、海外で展開されているサイトでは、違法な配信でアクセス数を稼ぎ、アフィリエイト広告で収入を得ているケースが、アダルト動画やアニメなどを公開しているサイトを中心にいくつか散見され、著作権侵害による削除請求といたちごっこになっている状況がある。著作権侵害による削除請求が増えてきたのに伴って、削除請求を避けるために、直接違法配信しているサイトではなく、torrentファイルやファイル共有サイトへのパスなどを公開しているサイトにアフィリエイト広告をつけることが増えてきている。
例えば、海外で行われているサービスということになっているFC2動画などでは、動画投稿者と動画紹介者に報酬を払っており、これを利用して、著作権を侵害して無断で送信可能状態とし、その動画をアフィリエイト広告付のサイトで紹介することで三重に収入を得るといったことが行われている。実際、それに関連して、著作権（公衆送信権）を侵害した疑いで送検される例も出ている。

### オーバーレイ広告に関する問題点
クリックで広告収入が入る為、見ているページに浮かび上がらせて追尾するオーバーレイ広告のような手法がとられる場合がある。このような広告は嫌悪感を抱くユーザーが多く規制の動きがある。